# Andrei Igorov
Andrei Igorov (10 de diciembre de 1939-10 de noviembre de 2011) fue un deportista rumano que compitió en piragüismo en la modalidad de aguas tranquilas.
Participó en los Juegos Olímpicos de Tokio 1964, obteniendo una medalla de plata en la prueba de C1 1000 m. Ganó una medalla en el Campeonato Mundial de Piragüismo de 1963 y tres medallas en el Campeonato Europeo de Piragüismo entre los años 1963 y 1967.

## Palmarés internacional
| Juegos Olímpicos   | Juegos Olímpicos   | Juegos Olímpicos | Juegos Olímpicos |
| Año                | Lugar              | Medalla          | Competición      |
| ------------------ | ------------------ | ---------------- | ---------------- |
| 1964               | Tokio (Japón)      | Medalla de plata | C1 1000 m        |
| Campeonato Mundial |                    |                  |                  |
| Año                | Lugar              | Medalla          | Competición      |
| 1963               | Jajce (Yugoslavia) | Medalla de plata | C1 10 000 m      |
| Campeonato Europeo |                    |                  |                  |
| Año                | Lugar              | Medalla          | Competición      |
| 1963               | Jajce (Yugoslavia) | Medalla de plata | C1 10 000 m      |
| 1965               | Bucarest (Rumania) | Medalla de oro   | C1 10 000 m      |
| 1967               | Duisburgo (RFA)    | Medalla de oro   | C1 10 000 m      |